# فرودگاه دیهونگ مانگشی
فرودگاه دیهونگ مانگشی (به انگلیسی: Dehong Mangshi Airport) (به زبان بومی: 德宏芒市机场) یک فرودگاه همگانی با کد یاتا LUM است . این فرودگاه در کشور چین قرار دارد .

## شرکت‌های هواپیمایی و مقصدهای پروازی
| شرکت‌های هواپیمایی                               | مقصدهای پروازی                                                                                                 |
| ----------------------------------------------- | --- |
| بیجینگ کپیتال ایرلاینز                          | کونمینگ چانگشوی                                                                                                |
| هواپیمایی شرقی چین                              | پکن، چنگدو شوانگلیو، بایون گوآنگجو، کونمینگ چانگشوی، شانگهای هونگچیائو، شنژن بن، تیانجین بینهای، شی‌آن شیان‌یانگ |
| Kunming Airlines                                | کونمینگ چانگشوی                                                                                                |
| Lucky Air                                       | پکن، کونمینگ چانگشوی                                                                                           |
| رویلی ایرلاینز                                  | چنگچینگ ییانگبی، کونمینگ چانگشوی                                                                               |
| سیچوان ایرلاینز                                 | چنگدو شوانگلیو، کونمینگ چانگشوی                                                                                |
| هواپیمایی جنوبی چین اجرا توسط چونگ‌کینگ ایرلاینز | چنگچینگ ییانگبی                                                                                                |